# 26505 Olextokarev
26505 Olextokarev è un asteroide della fascia principale. Scoperto nel 2000, presenta un'orbita caratterizzata da un semiasse maggiore pari a 2,4261221 UA e da un'eccentricità di 0,1289610, inclinata di 3,96089° rispetto all'eclittica.